# Mammona
(Gesù, in Mt 6,24 e nel Lc 16,13)

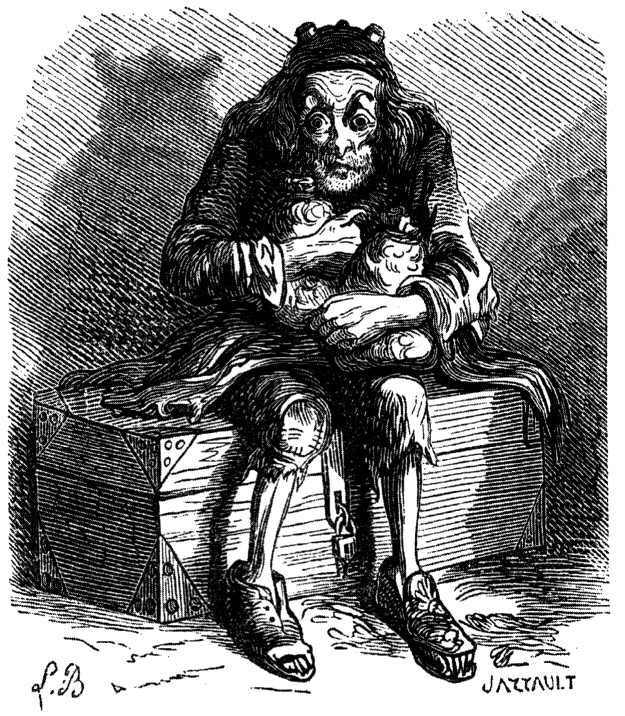
"Mammona" ritratto da Louis Le Breton per il Dizionario infernale

Mammona è un termine di accezione negativa che viene usato nel Nuovo Testamento per personificare il profitto, il guadagno e la ricchezza accumulati in maniera rapida e disonesta e sprecati in lussi e piaceri.
Nell'antichità lo si fa risalire ad un demonio, genericamente nella mitologia caldeo-siriaca, quindi greca e romana, arrivando poi alla citazione di Gesù nel Vangelo.

## Etimologia
Il termine deriverebbe dalla lingua aramaica, di etimologia incerta; il Mamon solitamente, veniva tradotto come il "tesoro sotterrato".

Alcuni studiosi hanno suggerito di collegarlo alla radice ebraica 'mn (da cui proviene il termine emun) che indica fiducia, affidamento; ma altri propendono per l'ebraico "matmon", che significa, appunto, tesoro sotterrato o ricchezza.
Altra ipotesi è dall'ebraico mun (provvedere il nutrimento). Il significato dei diversi campi semantici converge comunque nel generico concetto di sicurezza materiale.
Il termine greco mamonas lo si ritrova poi nel Discorso della Montagna in Matteo 6,24, quindi in Luca 16,9-13.
Fino alla seconda traduzione CEI viene mantenuta la parola d'origine aramaica, mentre nella traduzione 2008 la parola viene sostituita con "ricchezza". John Wycliffe utilizza "richessis".
Altri studiosi fanno derivare questo termine dalla parola fenicia "mommon", cioè beneficio.
Nel linguaggio contemporaneo, il vocabolo viene usato con lo stesso significato nella lingua finlandese (mammona), danese (mammon), ebraica (mamon), norvegese (mammon), polacca (mamona) e tedesca (Mammon).

## Personificazione
Nei vangeli Mammona viene personificato in Luca 16,13 e Matteo 6,24. In alcune traduzioni anche i versi di Luca 16,9 e Luca 16,11 utilizzano la personificazione del termine mammona; ma altri traducono con 'ricchezze disoneste' o termini equivalenti. In alcune versioni spagnole viene tradotto con "Dinero" (it.: denaro).
Altre citazioni latine didascaliche dal Vangelo sono "De solo Mammona cogitant, quorum Deus est sacculus" (it.: "pensano solo a Mammona, coloro il cui Dio è il portafoglio"). Mammona viene anche citato da Sant'Agostino con "Facite vobis amicos de Mammona iniquitas" (it.: "vi fate amici delle iniquità di Mammona"), oppure "Lucrum Punice Mammon dicitur" (it.: "le ricchezze si chiamano Mammon in lingua punica" - dove i Punici, ovvero i Cartaginesi, erano, a quei tempi, considerati i popoli più sleali, opportunisti e goderecci dell'Impero romano). San Gregorio di Nissa afferma inoltre che Mammona era solo un altro nome per Belzebù. Santa Francesca Romana, nelle sue Visioni dell'Inferno, afferma che i demoni più importanti che obbediscono a Lucifero sono tre: Asmodeo (che suscita il vizio della carne); Mammona (che rappresenta il vizio dell'avarizia); e Belzebù (che è a capo di tutte le idolatrie e di tutte le attività oscure).
Durante il Medioevo, Mammona veniva comunemente personificato come demone dell'avarizia, della ricchezza e dell'ingiustizia. Per questo motivo, Pietro Lombardo (II, dist. 6) dice: "I ricchi vengono chiamati con il nome di un diavolo, chiamato Mammona, perché questo è il nome di un diavolo, secondo la lingua siriana". Anche Piers Plowman si riferisce a Mammona come ad una deità. Niccolò di Lira (commentando un passo nel Vangelo di Luca) dice: ""Mammon est nomen daemonis0"" (it.: "Mammona è il nome di un demonio").
Non vi sono particolari prove storiche dell'esistenza di alcuna deità siriana conosciuta con questo nome, ma probabilmente l'identificazione letteraria di questo nome con una deità della brama e dell'avarizia deriverebbe da The Faerie Queene di Edmund Spenser, dove Mammona custodirebbe una grotta colma delle ricchezze del mondo. Anche nel Paradiso perduto di John Milton viene descritto un angelo caduto che dà più importanza ai tesori della terra che a qualsiasi altra cosa. In altri scritti occultisti, di molto posteriori, quali il Dictionnaire Infernal di Collin de Plancy, Mammona viene come l'ambasciatore dell'Inferno in Inghilterra, considerata la nazione per eccellenza opulenta, colonialista ed imperialista. Per Thomas Carlyle, in Past and Present, il 'Vangelo del Mammonismo' divenne semplicemente la personificazione metaforica dello spirito materialista del XIX secolo.
Mammona è per alcuni versi simile alla divinità greca Ade (Plutone) ed al Dis Pater romano. È probabile che sia in parte derivato da esse, particolarmente dal momento che Plutone è raffigurato nella Divina Commedia come un demone della ricchezza avente sembianze di lupo, animale che durante il Medioevo era associato all'avarizia. Tommaso d'Aquino ha metaforicamente descritto il peccato d'avarizia come "Mammona, che un lupo fa risalire dall'Inferno e che giunge per infiammare il cuore umano d'avarizia".

## Nella cultura di massa
- Mammon compare nell'universo fumettistico della DC Comics. Viene raffigurato come un demone rosso e grasso seduto su un trono fatto di ossa e, similmente al mito, incarna il peccato dell'avarizia.
- Sempre nei fumetti Mammon compare nella serie di Spawn. Anche qui è raffigurato come un demone anche se non incarna nessun peccato e ricopre il ruolo di antagonista e occasionalmente di antieroe.
- Mammon è presente anche nella web serie Helluva Boss, e rappresenta sempre il peccato dell'avarizia. Nella serie appare come grosso, vestito da giullare ed un aspetto che ricorda un ragno.